# برزیل در المپیک تابستانی ۱۹۲۰
برزیل در بازی‌های المپیک تابستانی ۱۹۲۰ که در شهر آنتورپ بلژیک برگزار شد، کاروان برزیل با ۲۱ ورزشکار در این رقابت‌ها شرکت کرد و موفق به کسب ۳ مدال (۱ طلا، ۱ نقره، ۱ برنز) شد. در جدول رتبه‌بندی توزیع مدال‌ها، برزیل در ردهٔ ۱۵ مسابقات قرار گرفت.